# Anestesiologia
Anestesiologia é a especialidade médica que estuda e proporciona ausência ou alívio da dor e outras sensações ao paciente que necessita realizar procedimentos médicos, como cirurgias ou exames diagnósticos, identificando e tratando eventuais alterações das funções vitais. A especialidade vem a cada dia ampliando suas áreas de atuação, englobando não só o Período Intraoperatório, bem como os períodos Pré e Pós-Operatórios, realizando atendimento ambulatorial para avaliação pré-anestésica e assumindo um papel fundamental pós-cirúrgico no acompanhamento do paciente tanto nos Serviços de recuperação pós-anestésica e Unidades de Terapia Intensiva quanto no ambiente da enfermaria (cuidados paliativos, por exemplo) até o momento da Alta Hospitalar. Em razão destas mudanças, existe a tendência atual de se denominar esta especialidade médica como Medicina Periperatória.
No Brasil, sua prática, bem como a discriminação das condições mínimas para a segurança do paciente, e a divisão de responsabilidades entre os profissionais que a exercem, é especificada em resolução do Conselho Federal de Medicina (CFM) número 2174/2017.

## Histórico
Nos primórdios alguns cirurgiões consideravam a dor uma consequência inevitável do ato cirúrgico, não havendo uma preocupação, por parte da maioria deles, em empregar técnicas que aliviassem o sofrimento relacionado ao procedimento.
As primeiras tentativas de alívio da dor foram feitas com métodos puramente físicos como pressão e gelo, bem como uso de hipnose, ingestão de álcool e preparados botânicos.
Por volta dos séculos IX a XII a esponja soporífera tornou-se um dos métodos mais populares de prover analgesia. Preparada a base de mandrágora e outras ervas, tinha como seus principais compostos morfina e escopolamina.

### Agentes inalatórios
O éter dietílico já era um composto conhecido quando no século XVI Paracelsus observou suas propriedades anestésicas em galinhas.
O Cirurgião-Dentista Horace Wells percebeu as propriedades anestésicas do óxido nitroso em 10 de dezembro de 1844, quando participou de uma exibição de um "cientista itinerante", Gardner Quincy Colton.
Na ocasião Wells notou que um jovem chamado Samuel Cooley não se deu conta que havia sofrido uma lesão na perna enquanto estava a inalar o óxido nitroso. Em 1845 Wells fracassou em sua tentativa de demonstrar publicamente uma extração dentária sem dor com o uso do óxido nitroso. Tal fracasso o perturbou profundamente culminando com seu suicídio em 1848. Na verdade o óxido nitroso é uma droga mais analgésica do que anestésica (é um fracoanestésico).
Em 16 de Outubro de 1846 a anestesiologia tem seu marco inicial com William Thomas Green Morton, realizando uma anestesia baseada em éter no paciente Edward Gilbert Abbott para que o cirurgião John Collins Warren excisasse um tumor que lhe tomava a glândula submaxilar e uma parte da língua. Foi no Hospital Geral de Massachusetts. Morton chegou atrasado devido a um problema no inalador e a sessão quase foi suspensa por isso. Chegou esbaforido, desculpando-se pelo atraso e logo foi instruindo Abbott a respirar por uma das aberturas do inalador de vidro. Depois de perder a consciência e deixar cair a cabeça, Morton se vira para Warren e diz: 'Seu paciente está a sua espera Dr!'. Warren fez a excisão do tumor com a rapidez habitual e o paciente não desferiu nenhum grito de dor. Depois de terminar, Warren, emocionado, fala para a plateia incrédula: 'Isso, senhores, não é nenhum embuste'. O impassível cirurgião chorava. Desde esse dia a humanidade venceu a dor. Saímos das trevas.
Em 4 de Novembro de 1847 James Young Simpson, obstetra em Edinburgh, Escócia utilizou, como sugerido por David Waldie, clorofórmio para alívio da dor do parto vaginal. Tal fato suscitou diversos debates médicos e religiosos acerca da dor do parto como um castigo divino. John Snow, inglês, administrou clorofórmio à Rainha Vitória para alívio das dores do parto. Tal fato serviu de endosso à analgesia de parto minimizando as discussões de cunho religioso.
Os agentes inalatórios de uso mais frequente no mundo e no Brasil, atualmente, estão divididos em dois grandes grupos: a) os gases (representados exclusivamente pelo óxido nitroso - histórica e popularmente conhecido como "gás hilariante") e b) os vapores. Dentre estes últimos há predominância dos éteres halogenados (enflurano, isoflurano, sevoflurano e desflurano). Por fim, ainda empregado em escala mundial, mas com restrições, há um alcano denominado halotano. O Xénon apresenta-se como o mais promissor anestésico inalado, encontrando-se ainda em fase experimental, mas com reconhecidas propriedades que o aproximam do "anestésico ideal".

### Anestésicos locais
Em 1884 Sigmund Freud estudava os efeitos estimulantes da cocaína no sistema nervoso central. Karl Koller percebeu que a amostra de cocaína recebida de seu amigo Freud, ao entrar em contato com a língua, a deixava anestesiada. Percebeu ali a possibilidade de utilização de uma solução de cocaína para aplicação tópica em cirurgias oftalmológicas. Koller conduziu então, juntamente com Gustav Gartner estudos com sucesso em olhos de sapos, coelhos e cachorros. Tendo sido uma das primeiras aplicações dos anestésicos locais.
Em Dezembro de 1884, Willian Halsted e Richard Hall realizaram bloqueios de nervos periféricos bem como do plexo braquial.
August Bier utilizando-se da técnica descrita por Heinrich Quincke realizou a primeira cocainização deliberada da medula espinhal. Permitiu inclusive que seu assistente, Hildebrandt, realizasse uma punção lombar nele mesmo. Em seguida os papéis se inverteram e Bier realizou uma punção em Hildebrandt. Ambos apresentaram cefaleia após a experiência. A cefaleia inicialmente fora atribuída às comemorações pelo sucesso em obter anestesia com a técnica empregada. Mais tarde ficou mais claro que a cefaleia pós punção da dura-máter relacionava-se à perda de líquor pelo orifício realizado. August Bier e Theodor Tuffier dividem o mérito do início da então chamada raquianestesia.

### No Brasil
Em 1847 Roberto Haddock Lobo e Domingos de Azevedo Marinho realizaram a primeira anestesia baseada em éter que se tem relato no Brasil. Em 1927 o Prof. Leonidio Ribeiro fez uso do óxido nitroso. O ciclopropano foi utilizado pela primeira vez em 1936 por Álvaro de Araújo Aquino Sales. Em 1948 foi fundada a Sociedade Brasileira de Anestesiologia.

## Técnicas anestésicas

### Anestesia local
Baseia-se na infiltração de anestésicos locais nas proximidades da área a ser operada, usualmente empregada em cirurgias de superfície de pequeno ou médio porte. Auxilia no tratamento da dor pós-operatória quando utilizada sozinha ou em associação com outras técnicas anestésicas, no período pré-operatório, potencializa os resultados esperados, a saber a anestesia e o controle da dor.

### Bloqueios regionais
Tenta-se impedir a condução do estímulo doloroso na emergência de nervos e troncos, a exemplo do bloqueio do plexo braquial realizado na região cervical (Técnica de Winnie, Técnica de Kullenkampff ou Técnica de Kullenkampff Modificada) ou axilar (Técnica da Bainha Perivascular ou Técnica Transarterial), visando anestesia de todo o membro superior, ou até mesmo o bloqueio de troncos nervosos ao nível do cotovelo, do punho, ou ainda nas porções proximais dos dedos visando anestesia de todo o dedo. Existe ainda uma técnica de bloqueio regional intravenoso desenvolvida por August Bier para cirurgias rápidas dos membros superiores e membros inferiores (pé e terço distal de perna, principalmente), que ficou consagrada como Bloqueio de Bier. A anestesia raquidiana e peridural também são considerados bloqueios regionais.

### Raquidiana
Também chamada de raquianestesia, anestesia intratecal e anestesia subaracnoídea. Baseia-se na administração de anestésico local diretamente no líquor. Suas principais vantagens são início rápido de ação (curta latência, boa intensidade de bloqueio sensitivo e motor e possibilidade de analgesia pós-operatória prolongada). Possíveis desvantagens são a maior ocorrência de cefaleia em relação as outras técnicas anestésicas e a limitada duração da anestesia quando utilizado técnica sem a colocação de cateteres (o mais comum). O uso dos anestésicos locais, mormente com a lidocaína (a lidocaína em raquianestesia está proscrita no Brasil exatamente pelas complicações citadas a seguir) o anestésico local preconizado em raquianestesia há algum tempo é a bupivacaína 0.5% pesada com glicose a 8% (mais segura que a lidocaína hiperbárica a 5%), por meio desta técnica anestésica pode propiciar o aparecimento da síndrome da cauda equina e de sintomas neurológicos transitórios embora sejam complicações raras.

### Epidural
Também chamada anestesia peridural, baseia-se na aplicação de anestésico em um espaço virtual entre o ligamento amarelo e a dura-máter.
As principais possíveis vantagens são a menor incidência de cefaleia quando comparado à raquianestesia, possibilidade de realização de bloqueios mais restritos à faixas de dermátomos e maior facilidade de realização de técnicas com utilização de cateteres (contínua). Como desvantagens temos uma latência (tempo para iniciar ação) maior, uma menor intensidade de bloqueio sensitivo e motor e a maior possibilidade de toxicidade por anestésico local já que é utilizado volumes cerca de dez vezes maiores que os utilizados em anestesia subaracnoidea (raquidiana).

### Caudal
Fisiologicamente semelhante à anestesia peridural, realizada por punção do Hiato Sacral, podendo ser uma alternativa ao bloqueio epidural para procedimentos cirúrgicos e obstétricos das regiões perineal e anorretal.
Comum em anestesia pediátrica.

### Anestesia Geral
Refere-se a um estado de inconsciência reversível, imobilidade, analgesia e bloqueio dos reflexos autonômicos obtidos pela administração de fármacos específicos. Os componentes de uma anestesia geral são a analgesia, hipnose, controle dos reflexos autonômicos e relaxamento muscular. Na atualidade para realização de uma anestesia geral utiliza-se comummente:
- hipnóticos visando inconsciência, amnésia (Propofol)
- opioides visando analgesia e proteção contra os reflexos autonômicos (remifentanil, fentanil, sulfentanil, alfentanil)
- bloqueadores neuromusculares (Curare) visando imobilidade. (Atracúrio, Cisatracúrio, Rocurônio, Vecurônio, Pipecurônio)
- bloqueios regionais associados visando analgesia e proteção autonômica
- fármacos adjuvantes visando efeitos diversos como controle da pressão arterial, frequência cardíaca, tratamento de intercorrências tais como alergias entre outras funções

A inconsciência pode não ocorrer nos casos em que se deseje algum grau de proteção ao paciente ou em situações de extremo risco de vida, como: gravidez, traumatizado multissistêmico, idosos e pacientes com algum grau de choque, seja ele hipovolêmico, séptico ou cardiogênico. Quanto maior a profundidade da anestesia, maior o grau de inconsciência.

### Anestésico ideal
O anestésico ideal será aquele que provoca indução e recuperação da anestesia rápidas e agradáveis para o paciente, ao mesmo tempo possuído uma profundidade de anestesia apropriada para a cirurgia a realizar, promovendo um adequado relaxamento muscular. Deve ter, também uma boa margem de segurança para o paciente, não apresentando reacções adversas.